# José Luis Fernández
José Luis Fernández (ur. 26 października 1987 w Buenos Aires) – argentyński piłkarz występujący na pozycji pomocnika. Zawodnik klubu Estudiantes La Plata, dokąd jest wypożyczony z SL Benfica.

## Kariera klubowa
Fernández zawodową karierę rozpoczynał w sezonie 2007/2008 w zespole Racing Club z Primera División Argentina. W tych rozgrywkach zadebiutował 31 maja 2008 roku w zremisowanym 0:0 pojedynku z Independiente. W debiutanckim sezonie w lidze zagrał 3 razy. 9 listopada 2008 roku w wygranym 2:0 meczu z San Martín strzelił pierwszego gola w Primera División. W barwach Racingu rozegrał w sumie 38 spotkań i zdobył 3 bramki.
Na początku 2011 roku Fernández podpisał kontrakt z portugalską Benfiką. W Primeira Liga zadebiutował 17 kwietnia 2011 roku w wygranym 2:1 pojedynku z SC Beira-Mar. W połowie 2011 roku został wypożyczony do Estudiantes La Plata.

## Kariera reprezentacyjna
W reprezentacji Argentyny Fernández zadebiutował 6 maja 2010 roku w wygranym 4:0 towarzyskim meczu z Haiti.